# سيمباوانغ (سنغافورة)
سيمباوانغ (بالإنجليزية: Sembawang، بالفارسية: سمباونگ): هي منطقة تخطيط ومدينة سكنية تقع في المنطقة الشمالية من سنغافورة. تحد منطقة تخطيط سيمباوانغ مدينة سيمبانغ من الشرق، ومانداي من الجنوب، وإيشون من الجنوب الشرقي، وودلاندز من الغرب، ومضيق جوهور من الشمال.